# Муниши, Исмет
Исмет Муниши (алб. Ismet Munishi; 3 октября 1974, Гнилане, СФРЮ) — косовский футболист, полузащитник. Главный тренер клуба «Дукаджини».

## Биография

### Клубная карьера
Начал профессиональную карьеру в косовском клубе «Фламуртари» из Приштины. Вместе с командой становился победителем Кубка Косова.
Затем играл за словенский «Марибор», где становился двукратным чемпионом Словении. В 1998 году перешёл в турецкий «Шекерспор», а затем выступал за словенскую «Мура», израильский «Маккаби» из Герцлии, словенский «Коротан», турецкий «Коджаэлиспор» и словенский «Шмартно». В сезоне 2003/04 являлся игроком команды «Косова» из Приштины. После этого находился в стане албанского «Лачи».
Весной 2005 года перешёл в полтавскую «Ворсклу-Нефтегаз». Вместе с ним в команде находился также косовец Албан Драгуша. В чемпионате Украины дебютировал 1 апреля 2005 года в матче против запорожского «Металлурга» (1:0). Последний свой матч в основном составе полтавчан провёл 16 мая 2005 года против донецкого «Шахтёра» (0:1), в котором Муниши отыграл лишь первый тайм, а затем был заменён в связи с травмой. Врачи наложили на ногу Исмета шесть швов. В январе 2006 года покинул «Ворсклу». В январе 2006 года мог перейти в стан бакинского «Нефтчи».
После этого играл за клубы «Беса». С 2006 года выступал косовский клуб «Трепча’89», а затем являлся игроком клуба «Велазними».

### Карьера в сборной
В 2002 году выступал за сборную Косова, не признанную членом ФИФА и УЕФА. Муниши принял участие в матче против сборной Албании (0:1).

### Тренерская карьера
В 2010—2011 годах занимался агентской деятельностью, в частности являлся агентом словенского футболиста Дарьяна Матича и албанца Шпетима Бабая.
С 2013 года по 2014 год возглавлял косовский клуб «Вуштррия». В 2015 году в течение трёх месяцев являлся главным тренером команды «Хайвалия». В мае 2015 года Муниши подал в отставку. С 2016 года являлся главным тренером в «Дрите» из Гнилане.

## Достижения
- Чемпион Словении (2): 1996/97, 1998/99

## Личная жизнь
Владеет семью языками.